# Lejasciems
Lejasciems är en ort i Lettland.   Den ligger i kommunen Gulbenes , i den östra delen av landet, 150 km öster om huvudstaden Riga. Lejasciems ligger 93 meter över havet och antalet invånare är 712.
Terrängen runt Lejasciems är platt. Runt Lejasciems är det glesbefolkat, med 10 invånare per kvadratkilometer. Närmaste större samhälle är Gulbene, 15,5 km sydost om Lejasciems. I omgivningarna runt Lejasciems växer i huvudsak blandskog.